# Tzafririm

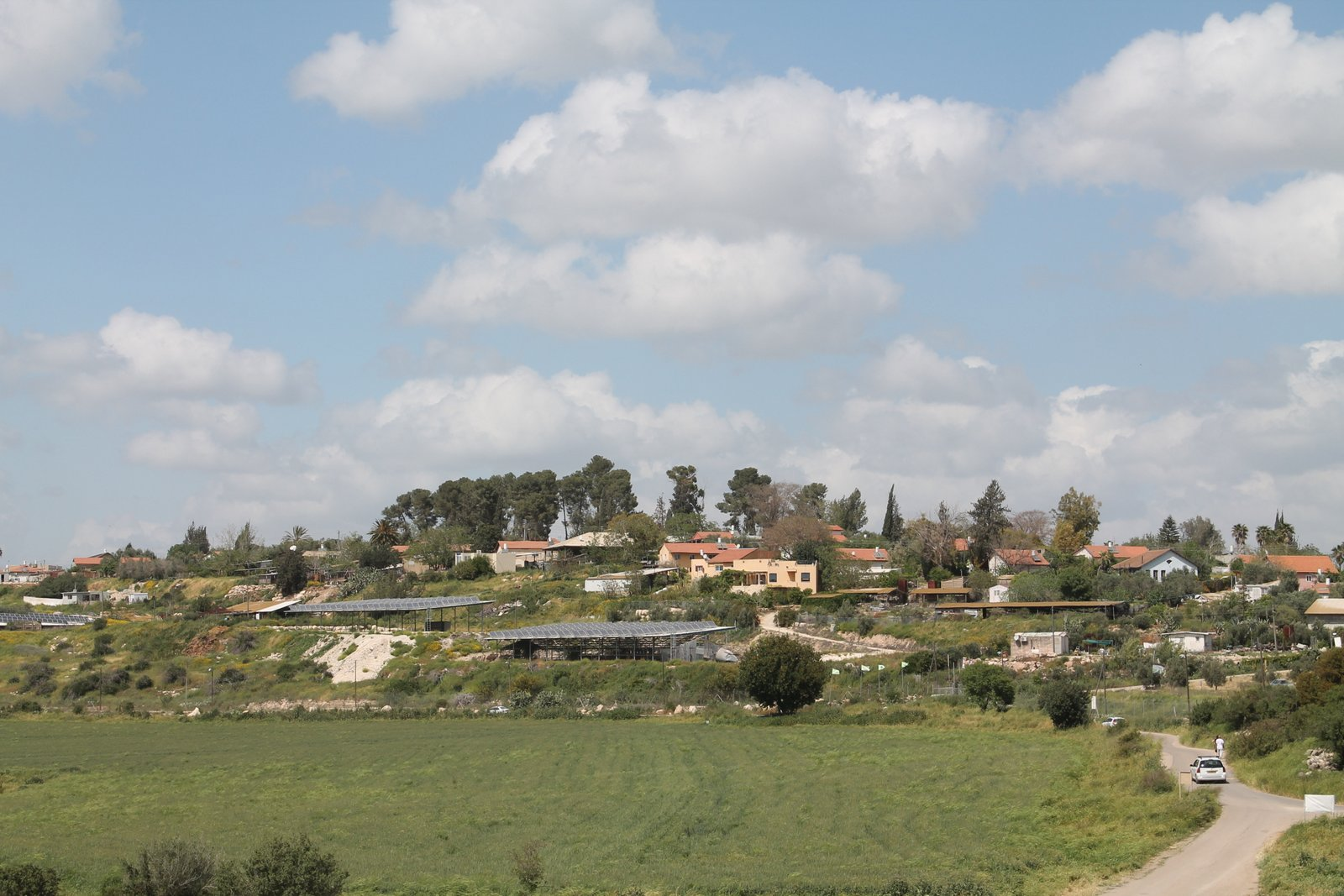
Tzafririm

Tzafririm (hébreu : צַפְרִירִים) est un moshav du centre d'Israël, proche de la ville de Beit Shemesh (district de Jérusalem). En 2016 , il comptait 449 personnes.

## Histoire
Le village a été créé en 1958 par des immigrants juifs venus d'Afrique du Nord et d'l'Inde sur les terres qui ayant appartenu au village palestinien de 'Ajjur.

## Résidents célèbres
Aarale Ben Arieh (artiste israélien)